# Francesca Manzini
Francesca Manzini (Roma, 10 agosto 1990) è un'imitatrice, personaggio televisivo e conduttrice radiofonica italiana.

## Biografia
Figlia di Maurizio Manzini, team manager della Lazio, sorella della doppiatrice Lilli Manzini e nipote dei doppiatori Arturo Dominici e Germana Dominici, dopo una lunga gavetta nei villaggi turistici romani, fa il suo esordio televisivo nel 2009 sul programma di Rai 1 Festa italiana, con le imitazioni di Sandra Mondaini, Mara Venier e Sabrina Ferilli. Nel 2012 è fra i doppiatori del programma televisivo Gli Sgommati, in onda su Sky Uno, dove interpreta, tra gli altri, Mariastella Gelmini e Angela Merkel. Il 13 marzo 2015, infine, ha partecipato come concorrente a una puntata del quiz Avanti un altro!, in onda su Canale 5 e condotto da Gerry Scotti. Nel 2016 inaugura un sodalizio professionale con Piero Chiambretti, divenendo prima ospite ricorrente a Grand Hotel Chiambretti e poi ospite fissa a Matrix Chiambretti (entrambi in onda su Canale 5).
Sempre nel 2016 ha esordito in radio affiancando Rossella Brescia e Barty Colucci nel programma Tutti pazzi per RDS, in onda su Radio Dimensione Suono. Dal 2018 è conduttrice della versione mattutina dello stesso programma accanto a Max Pagani: quest'ultimo è stato poi sostituito da Mauro Casciari, con il quale la Manzini ha continuato a condurre nella fascia oraria dalle 5 alle 7, per poi passare a quella serale dalle 19 alle 22. Ora conduce insieme a Renzo Di Falco nel weekend di RDS il sabato dalle 19 alle 22 e anche la domenica tra le 17 e le 21, inoltre è sempre presente nel morning show con scherzi e imitazioni
Il suo ritorno in Rai avviene nel 2018, nel programma di Rai 1 Vieni da me, condotto da Caterina Balivo (già al timone di Festa italiana); nello stesso anno partecipa a Mai dire Talk, in onda su Italia 1 e condotto dalla Gialappa's Band, ed esordisce al cinema interpretando un ruolo nel film Benedetta follia, scritto diretto e interpretato da Carlo Verdone. La notorietà presso il grande pubblico arriva nel 2019 grazie alla sua partecipazione come cantante e ballerina alla prima edizione del talent show Amici Celebrities, condotto da Maria De Filippi su Canale 5, dove non riesce, però, a raggiungere la finale. Nello stesso anno riceve il premio Simpatia ed entra nel cast di Striscia la notizia, realizzando alcune imitazioni di Mara Venier. 
Nel 2020 partecipa come comica allo show di Italia 1 Enjoy - Ridere fa bene. Successivamente dallo stesso anno conduce Striscia la notizia in coppia con Gerry Scotti. Partecipa come concorrente alla decima edizione di Tale e quale show, condotto da Carlo Conti.

## Imitazioni
- Platinette
- Loredana Bertè
- Sandra Mondaini
- Virginia Raggi
- Mina
- Elisabetta Gregoraci
- Mara Venier[9]
- Susanna Camusso
- Annamaria Cancellieri
- Mariastella Gelmini
- Angela Merkel
- Daniela Santanchè
- Maria De Filippi[10]
- Chiara Ferragni[11]
- Monica Bellucci[12]
- Simona Ventura[13]
- Ilary Blasi[14]
- Asia Argento[10]
- Sabrina Ferilli[15]
- Francesca Cipriani
- Giusy Ferreri
- Malika Ayane

## Televisione
- Festa italiana (Rai 1, 2009-2010)
- Da lì a là, in viaggio con Bravograzie (Dahlia TV, 2010) inviata
- Gli sgommati (Sky Uno, 2012-2013)
- Aniene 2 - Molto rigore per nulla (Sky Uno, 2012)
- Virus - Il contagio delle idee (Rai 2, 2014-2015)
- Matrix Chiambretti (Canale 5, 2016-2018)
- Vieni da me (Rai 1, 2018-2019)
- Mai dire Talk (Italia 1, 2018-2019)
- Amici Celebrities (Canale 5, 2019) concorrente
- Striscia la notizia (Canale 5, dal 2019)[16]
- Enjoy - Ridere fa bene (Italia 1, 2020)
- Tale e quale show (Rai 1, 2020) concorrente
- Una scatola al giorno (Rai 2, 2022)
- Fake Show - Diffidate delle imitazioni (Rai 2, 2023)
- Gialappashow (TV8, 2023)
- La partita del cuore (Rai 1, 2024)

## Web
- Miss Italia (Youtube, 2022) giurata
- Karaoke Night - Talenti senza vergogna (Prime Video, 2024) concorrente

## Filmografia

### Cinema
- Benedetta follia, regia di Carlo Verdone (2018)

### Televisione
- Squadra mobile – serie TV, episodio 1x14 (2015)
- Incastrati – serie TV, episodio 2x05 (2023)
- A Capodanno tutti da me, regia di Toni Fornari e Andrea Maia – film TV (2025)

### Teatro
- I promessi sposi - Opera moderna, scritto e diretto da Michele Guardì (2010)

## Spot pubblicitari
- Treccani (2010)[senza fonte]

## Radio
- Vieni avanti Kiss Kiss (Radio Kiss Kiss, 2009-2011)
- Stalk Radio (Radio Kiss Kiss, 2011)
- 610 (Rai Radio 2, 2011-2013)
- Stile libero (R101, 2012-2013)
- Stanza Selvaggia (Radio m2o, 2013-2016)
- Tutti pazzi per RDS (RDS, dal 2016)
- L'Alba dei Pazzi Viventi (RDS, con Max Pagani apr 2021-ago 2021, con Mauro Casciari, set 2021-lug 2022)
- Francesca & Mauro (RDS, set 2022 - set 2023)
- Francesca & Renzo (RDS, set 2023 - ...)

## Premi
- Premio Simpatia 2019